# Prionyx afghaniensis
Prionyx afghaniensis là một loài côn trùng cánh màng trong họ Sphecidae, thuộc chi Prionyx. Loài này được de Beaumont miêu tả khoa học đầu tiên năm 1970.